# David Gilman
Œuvres principales
séries
- Danger Zone
- Master of War

David Gilman est un écrivain anglais.
Avant de devenir écrivain, il exerça plusieurs métiers : pompier, photographe professionnel, parachutiste (régiment de reconnaissance Platoon).
Il est également scénariste pour la télévision, notamment pour la série télévisée A Touch of Frost (2000-2009).
Il vit actuellement à Devon (Pennsylvanie) avec sa femme.